# 日本精神科診断学会
日本精神科診断学会（にほんせいしんかしんだんがっかい、英: Japanese Society for Psychiatric Diagnosis ; JSPD）は、精神医学領域において診断学に関する研究を推進することにより、精神医学の発展ならびに精神医療の充実に寄与することを目的として発足した団体である。
主な事業活動は学術講演会の開催及び機関誌の発行などである。機関誌、精神科診断学（年1回発行）。